# Auguste Daux
Pour les articles homonymes, voir Daux (homonymie).
Auguste Daux, né le 7 mars 1809 à Paris et mort le 24 avril 1882 dans la même ville, est un archéologue et explorateur français.

## Biographie
Diplômé de l’École impériale des mines, ingénieur civil, il effectue des fouilles en Tunisie dès 1810 puis Napoléon III le charge d'étudier les comptoirs de Phénicie et d'examiner les campagnes de Jules César en Afrique du Nord. Il fouille alors à Carthage (1862-1868) et en ramène de nombreuses poteries.
Si une grande partie de ses recherches est perdue, son plan de Carthage est publié par Charles-Joseph Tissot.
En 1872, il devient directeur des mines d'Ødegården Verk en Norvège, poste qu'il occupe jusqu'en 1877.

## Travaux
- Recherches sur l'origine et l'emplacement des emporia phéniciens dans le Zengis et le Byzacium (Afrique septentrionale), 1869.
- Études préhistoriques : l'industrie humaine, ses origines, ses premiers essais et ses légendes depuis les premiers temps jusqu'au déluge, 1877.